# Tâm mộc to
Tâm mộc to hay ngút to, chua ngút to (danh pháp hai phần: Cordia grandis) là loài thực vật có hoa trong họ Mồ hôi. Loài này được Roxb. miêu tả khoa học đầu tiên năm 1824.